# Tikhy Don
Tikhy Don é um filme de drama soviético de 1930 dirigido por Olga Preobrazhenskaya e Ivan Pravov.

## Enredo
O filme se passa às vésperas da Primeira Guerra Mundial. No centro da trama estão os cossacos que vão para o acampamento para treinamento militar. Aksinya despede-se do marido e ela mesma começa a se aproximar do filho do cossaco Panteley Melekhov, que, sabendo disso, decide casar seu filho com a filha de um cossaco rico, mas ele ainda continua a amar Aksinya.

## Elenco
- Nikolay Podgorny como Panteley Prokofievich Melekhov
- Andrei Abrikosov como Grigori Panteleyevich Melekhov
- Emma Tsesarskaya como Aksinya Astagova
- Raisa Puzhnaya como Natalya Koshonova
- Aleksandr Gromov como Petr Melekhov